# Расмуссен, Йонас Поэр
Йо́нас По́эр Ра́смуссен (дат. Jonas Poher Rasmussen; родился 19 мая 1981, Калуннборг, Дания) — датский режиссёр и сценарист. В 2003 году снял свою первую картину — документальный короткометражный фильм Easa 2002: A Journey to Vis. В 2007—2010 годах учился в датской независимой киношколе «Супер16». Обрёл мировую известность благодаря анимационному документальному фильму «Побег», который в 2022 году был номинирован на «Оскар» в категориях «Лучший анимационный полнометражный фильм», «Лучший фильм на иностранном языке» и «Лучший документальный полнометражный фильм», став первым анимационным фильмом, номинированным в трёх категориях одновременно.

## Фильмография
- 2003 — Easa 2002: A Journey to Vis (режиссёр, сценарист, исполнительный продюсер, оператор)
- 2006 — Noget om Halfdan (режиссёр, сценарист, исполнительный продюсер)
- 2008 — Closed Doors (режиссёр, сценарист)
- 2009 — The Day After (режиссёр, сценарист)
- 2009 — Ønskebørn (ассистент режиссёра)
- 2009 — Bobby
- 2010 — Et hus af glas (режиссёр, сценарист)
- 2011 — Room 304 (ассистент режиссёра)

_ 2012 — Searching for Bill (режиссёр, сценарист)
- 2015 — Det han gjorde (режиссёр, сценарист)
- 2021 — Побег (режиссёр, сценарист)